# Elattostachys apetala
Elattostachys apetala là một loài thực vật có hoa trong họ Bồ hòn. Loài này được (Labill.) Radlk. mô tả khoa học đầu tiên năm 1879.